# هاشم الصبياني
هاشم الصبياني (مواليد 12 يوليو 1984) هو لاعب كرة قدم سعودي .
لعب سابقاً لأندية الأهلي والحزم و الأنصار وأحد و الرياض والكوكب و انظم إلى نادي الحجاز عام 2016 .

## وصلات خارجية
- هاشم الصبياني